# Quantum Effect Devices
Quantum Effect Devices fue una compañía denominada inicialmente Quantum Effect Design y fundada en 1991. Sus tres fundadores, Tom Riordan, Earl Killian y Ray Kunita eran directivos de MIPS Computer Systems Inc.. Dejaron MIPS cuando la compañía comenzó a tener problemas para vender sistemas completos en lugar de microprocesadores. Poco después, SGI se hizo con MIPS. QED comenzó como una empresa de diseño de microprocesadores. IDT fue fuente de fondos e importante cliente en los primeros momentos de QED. 
El plan de producción original de QED se centraba en la construcción de un procesador MIPS para portátiles, y esto fue así mientras Microsoft mantuvo su iniciativa Advanced Computing Environment para dar soporte a que múltiples arquitecturas RISC pudiesen correr el sistema operativo Windows NT. Compañías de sistemas como DeskStation Technology y otras de placas como ShaBLAMM desarrollaron ciertos productos con la esperanza de que el ordenador personal de procesador RISC se hiciese popular. Como quiera que dicho mercado no llegó a materializarse, el primer producto, el microprocesador R4600, funcionó con éxito en varios sistemas integrados como routers o máquinas recreativas. Los siguientes proyectos fueron diseñados para compañías como Toshiba o IDT (R4700), IDT & NKK (R4650), SGI y NEC (R5000), etc. 
El 603Q fue un microprocesador PowerPC diseñado por Motorola como base de videoconsolas y PC domésticos de Apple. Ninguno de los proyectos se materializó, de forma que el 603Q nunca fue producido a pleno rendimiento. 
Varios años después, en un intento por aumentar las ganancias, la compañía se reconvirtió pasando a vender su propia línea de microprocesadores MIPS. En ese momento la compañía cambió su nombre a Quantum Effect Devices. Tras ciertos proyectos exitosos como el RM5200 o el RM7000 bajo la nueva marca propia "RISCMark", la compañía lanzó una Oferta Pública Inicial de acciones el 1 de febrero de 2000. La empresa fue comprada por PMC-Sierra en octubre de 2000, pasando a ser su división de microprocesadores. Gran parte del equipo de desarrollo de núcleos procedente de QED dejó en bloque la empresa en junio de 2005, haciéndolo los pocos restantes en enero de 2006.
El nombre de la compañía es atribuido a Tom Riordan; se piensa que porque él creía que la empresa sobreviviría a la etapa en que las dimensiones de los chips semiconductores serían tan reducidas que los efectos cuánticos serían la base del comportamiento de los circuitos.
- Datos: Q6138623